# Najiba Ayubi
Najiba Ayubi (1968) es una periodista afgana y activista por los derechos humanos y la libertad de prensa.

## Biografía
En 1996 Ayubi y su familia se mudaron a Irán durante el ascenso al poder de los talibanes, donde fundó una escuela para educar a los afganos en Irán. En 2001 regresó a Afganistán para trabajar para Save the Children. Más tarde se convirtió en la directora gerente de The Killid Group, una red de medios sin ánimo de lucro. A pesar de las amenazas y ataques anónimos del gobierno, Ayubi rechazó la censura y lideró un equipo de reporteros que publicaba temas que van desde la política hasta los derechos de las mujeres. En un caso, los políticos enviaron hombres armados a su casa. En 2015, Ashraf Ghani nominó a Ayubi para dirigir el Ministerio de Asuntos de la Mujer, pero no fue confirmada por la Asamblea Nacional.

## Premios y reconocimientos
- En 2013, Ayubi fue una de las tres mujeres galardonadas con el Premio a la Valentía en el Periodismo 2013.[6]

- En 2014, Reporteros sin Fronteras la nombró una de los 100 héroes de la información.[7]

- En 2016, fue galardonada con el premio afgano de cultura, Said Jamaludin,  por el presidente Ghani.[7]